# Tuffi ai III Giochi europei - Trampolino 3 metri femminile
La competizione del trampolino 3 metri femminile ai Giochi europei di Kraków Małopolska 2023 si è svolta il 25 giugno 2023, presso l'Arena dei tuffi di Rzeszów, in Polonia. Per la prima volta, i campionati europei di tuffi sono stati integrati nei Giochi europei, la competizione ha quindi assegnato anche il titoli dell'8ª edizione dei campionati europei di tuffi.
Il turno preliminare si è svolto alle ore 10:00. La finale si è svolta alle ore 18:00.

## Risultati
In verde sono indicati i finalisti
| Class   | Tuffaore              | Nazionalità   | Preliminare | Preliminare | Finale          | Finale          |
| Class   | Tuffaore              | Nazionalità   | Punti       | Class       | Punti           | Class           |
| ------- | --------------------- | ------------- | ----------- | ----------- | --------------- | --------------- |
| Oro     | Chiara Pellacani      | Italia        | 300.50      | 2           | 321.45          | 1               |
| Argento | Emilia Nilsson Garip  | Svezia        | 287.90      | 6           | 316.60          | 2               |
| Bronzo  | Michelle Heimberg     | Svizzera      | 291.55      | 3           | 306.70          | 3               |
| 4       | Lena Hentschel        | Germania      | 272.75      | 8           | 304.95          | 4               |
| 5       | Grace Reid            | Gran Bretagna | 300.60      | 1           | 298.55          | 5               |
| 6       | Desharne Bent-Ashmeil | Gran Bretagna | 288.45      | 4           | 293.10          | 6               |
| 7       | Helle Tuxen           | Norvegia      | 262.35      | 10          | 285.50          | 7               |
| 8       | Rocío Velázquez       | Spagna        | 250.15      | 12          | 272.55          | 8               |
| 9       | Saskia Oettinghaus    | Germania      | 274.95      | 7           | 257.80          | 9               |
| 10      | Clare Cryan           | Irlanda       | 288.45      | 4           | 254.50          | 10              |
| 11      | Madeline Coquoz       | Svizzera      | 269.95      | 9           | 249.70          | 11              |
| 12      | Elna Widerström       | Svezia        | 256.80      | 11          | 174.55          | 12              |
| 13      | Hanna Pys'mens'ka     | Ucraina       | 240.95      | 13          | Non qualificate | Non qualificate |
| 14      | Elisa Pizzini         | Italia        | 238.15      | 14          | Non qualificate | Non qualificate |
| 15      | Juliette Landi        | Francia       | 231.90      | 15          | Non qualificate | Non qualificate |
| 16      | Celine van Duijn      | Paesi Bassi   | 227.50      | 16          | Non qualificate | Non qualificate |
| 17      | Lauren Hallaselkä     | Finlandia     | 224.85      | 17          | Non qualificate | Non qualificate |
| 18      | Amelie Foerster       | Romania       | 224.35      | 18          | Non qualificate | Non qualificate |
| 19      | Tereza Jelínková      | Rep. Ceca     | 221.40      | 19          | Non qualificate | Non qualificate |
| 20      | Cara Albiez           | Austria       | 218.85      | 20          | Non qualificate | Non qualificate |
| 21      | Kaja Skrzek           | Polonia       | 212.45      | 21          | Non qualificate | Non qualificate |
| 22      | Estilla Mosena        | Ungheria      | 207.25      | 22          | Non qualificate | Non qualificate |
| 23      | Aleksandra Błażowska  | Polonia       | 201.60      | 23          | Non qualificate | Non qualificate |
| 24      | Patrícia Kun          | Ungheria      | 199.20      | 24          | Non qualificate | Non qualificate |
| 25      | Caroline Kupka        | Norvegia      | 197.25      | 25          | Non qualificate | Non qualificate |